# Непростимо (2001)
Непростимо (на английски: Unforgiven) е четвъртото pay-per-view събитие от поредицата Непростимо, продуцирано от Световната федерация по кеч (WWF). Събитието се провежда на 23 септември 2001 г. в Питсбърг, Пенсилвания.

## Обща информация
Главният мач е стандартен мач за Титлата на WWF. Представителят на Алианса Ледения Стив Остин защитава титлата срещу представителя на WWF Кърт Енгъл. Енгъл побеждава Остин и печели титлата, като го кара да се предаде на Усукания глезен. Други мачове са Скалата срещу Букър Ти и Шейн Макмеън в хандикап мач за Титлата на WCW и Роб Ван Дам срещу Крис Джерико за Хардкор титлата на WWF.
Ъндъркарда включва Таджири срещу Райно за Титлата на Съединените щати на WCW, Братята на разрушението (Гробаря и Кейн) срещу Кроник (Брайън Адамс и Брайън Кларк) за Отборните титли на WCW.

## Резултати
| №                                         | Резултати | Правила                                                | Време |
| ----------------------------------------- | --- | ------------------------------------------------------ | ----- |
| 1                                         | Дъдли бойз (Бъба Рей Дъдли и Дивон Дъдли) и Тест (ш) (Алианс) побеждават Грамадата и Спайк Дъдли (WWF), Урагана и Ланс Сторм (Алианс) и Харди бойз (Мат Харди и Джеф Харди) (WWF) | Четворен елиминационен мач за Отборните титли на WWF   | 14:21 |
| 2                                         | Пери Сатърн (WWF) поб. Рейвън (с Тери Рънълс) (Алианс) | Индивидуален мач                                       | 5:07  |
| 3                                         | Крисчън (WWF) поб. Острието (ш) (WWF) | Индивидуален мач за Интерконтиненталната титла на WWF  | 11:53 |
| 4                                         | Братята на разрушението (Гробаря и Кейн) (ш) (WWF) поб. Кроник (Брайън Адамс и Брайън Кларк) (със Стивън Ричардс) (Алианс)                                                        | Отборен мач за Отборните титли на WCW                  | 10:22 |
| 5                                         | Роб Ван Дам (ш) (Алианс) поб. Крис Джерико (WWF) | Хардкор мач за Хардкор титлата на WWF                  | 16:33 |
| 6                                         | Скалата (ш) (WWF) поб. Букър Ти и Шейн Макмеън (Алианс) | Хандикап мач за Титлата на WCW                         | 15:23 |
| 7                                         | Райно (Алианс) поб. Таджири (ш) (с Тори Уилсън) (WWF) | Индивидуален мач за Титлата на Съединените щати на WCW | 4:50  |
| 8                                         | Кърт Енгъл (WWF) поб. Ледения Стив Остин (ш) (Алианс) чрез предаване | Индивидуален мач за Титлата на WWF                     | 23:12 |
| - (ш) – указва шампиона/шампионите в мача | |                                                        |       |